# Elizabeth Simcoe
Elizabeth Posthuma Simcoe (22 de setembro de 1762 - 17 de janeiro de 1850) foi uma artista e diarista britânica no Canadá colonial. Ela também era a esposa de John Graves Simcoe, o primeiro vice-governador do Alto Canadá.

## Biografia
Elizabeth nasceu na vila de Aldwincle, em Northamptonshire, naInglaterra, com o nome de Elizabeth Posthuma Gwillim, filha do tenente-coronel Thomas Gwillim e Elizabeth Spinckes. Seu pai morreu antes de seu nascimento e sua mãe morreu pouco depois. Após seu batismo, que ocorreu no mesmo dia do enterro de sua mãe, ela foi levada aos cuidados da irmã mais nova de sua mãe, Margaret. Em comemoração ao seu nascimento póstumo, Elizabeth recebeu o nome do meio Posthuma. Sua mãe adotiva, Margaret, casou-se com o almirante Samuel Graves em 14 de junho de 1769. Por isso, ela cresceu na propriedade de Graves, Hembury Fort perto de Honiton em Devon. Gwillim fazia parte de um grupo de amigos que incluía Mary Anne Burges, em Honiton.

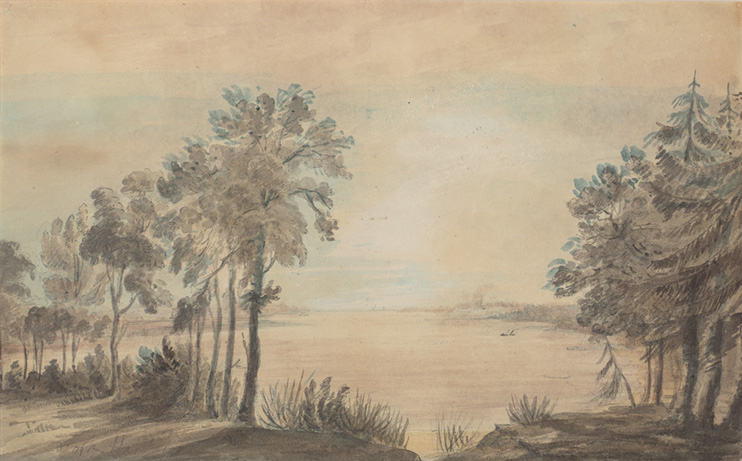
Uma pintura em aquarela de 1793, feita por Simcoe, retratando o porto de York antes da colonização. York se tornaria a cidade de Toronto

Em 30 de dezembro de 1782, Elizabeth casou-se com John Graves Simcoe, afilhado do almirante Graves. Entre os anos de 1784 e 1804, tiveram onze filhos, entre eles Francis Simcoe, a quem deram o nome de Castelo Frank. Nove sobreviveram à idade adulta; Katherine, sua única filha nascida no Alto Canadá, e John Cornwall Simcoe morreram na infância. Katherine está enterrada em Fort York.
Elizabeth era uma herdeira rica, que adquiriu uma propriedade de 5.000 acres perto de Honiton em Devon e construiu Wolford Lodge. Wolford foi a residência da família Simcoe até 1923. Ela está enterrada na Capela Wolford.

## Legado

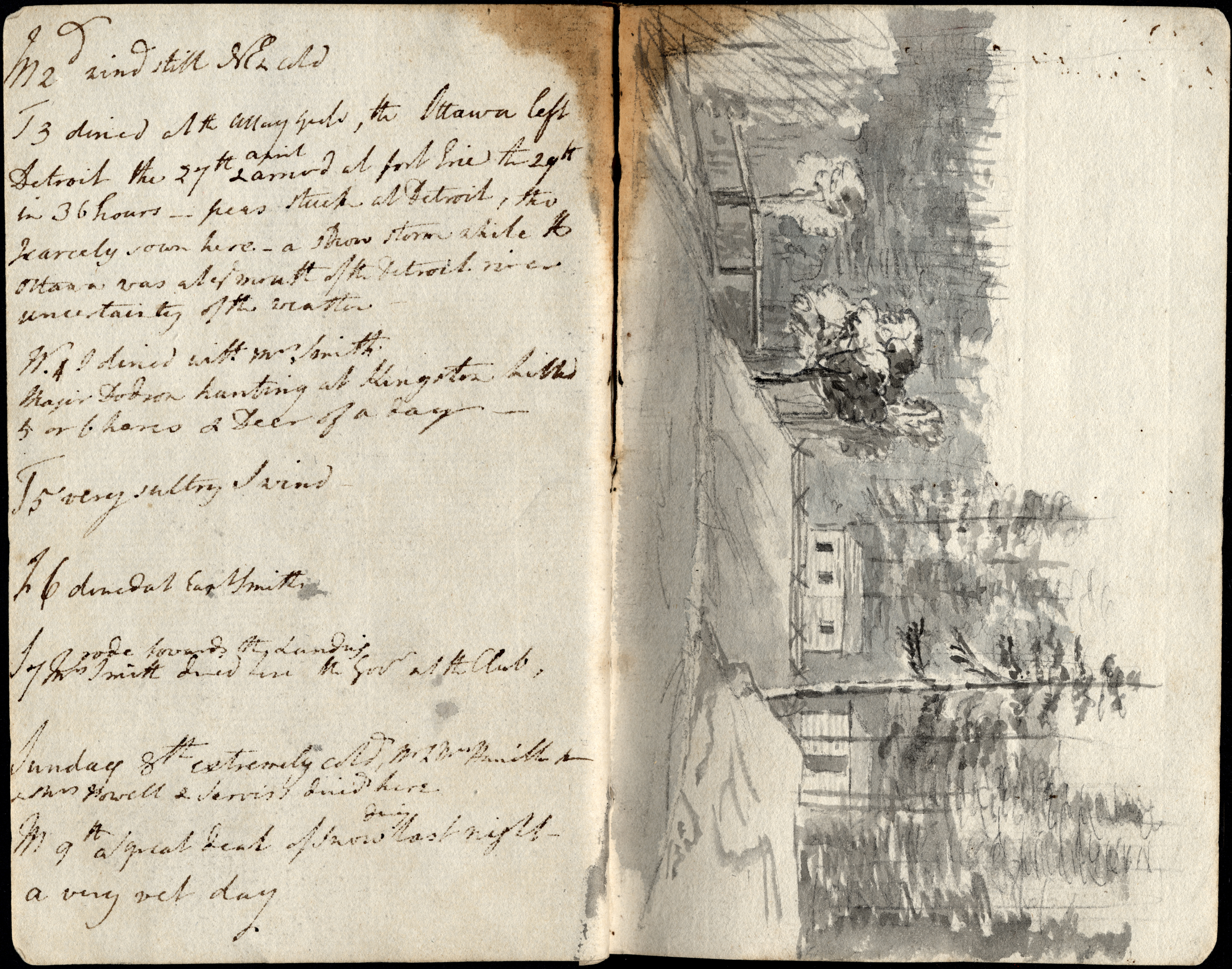
Páginas 6-7 do diário de Elizabeth Simcoe, criado entre 1795 e 1796, presente no Fundo da Família Simcoe, nos Arquivos de Ontário

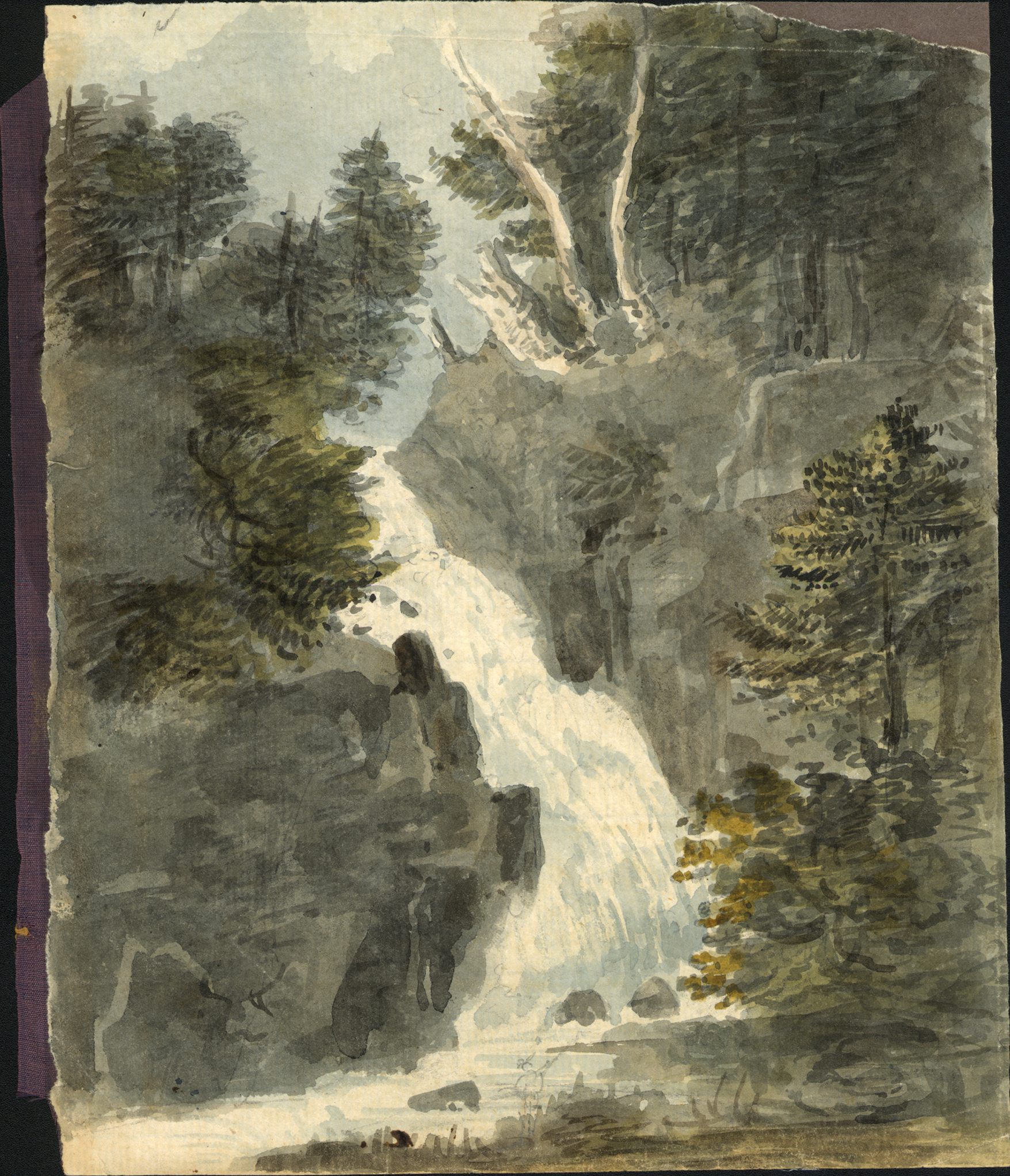
Uma aquarela de Elizabeth Simcoe, provavelmente criada em abril de 1792, retratando uma cascata em Wolfe's Cove. Obra presente no Fundo da Família Simcoe, nos Arquivos de Ontário

Elizabeth Simcoe deixou um diário que oferece uma visão valiosa da vida na região colonial de Ontário. Publicado pela primeira vez em 1911, houve uma transcrição subsequente publicada em 1965 e uma versão em brochura publicada na virada do século XXI, mais de 200 anos depois que ela o escreveu. Seu legado também inclui uma série de 595 pinturas em aquarela que retratam a cidade de York, no Alto Canadá. Ela foi responsável por nomear o distrito de Scarborough, no leste de Toronto, em referência a Scarborough, North Yorkshire. Os municípios do norte, leste e oeste de Gwillimbury, logo ao sul do Lago Simcoe, no centro de Ontário, também receberam o nome da família. O município de Whitchurch (hoje cidade de Whitchurch, Stouffville, Ontário) foi batizado em homenagem ao seu local de nascimento. Em dezembro de 2007, uma estátua de Elizabeth Gwillim Simcoe foi erguida na cidade de Bradford West Gwillimbury, ao comemorar o 150º aniversário da incorporação da cidade. A estátua está localizada em uma parquete em frente à agência dos correios de Bradford, na esquina da John Street West com a Barrie Street.

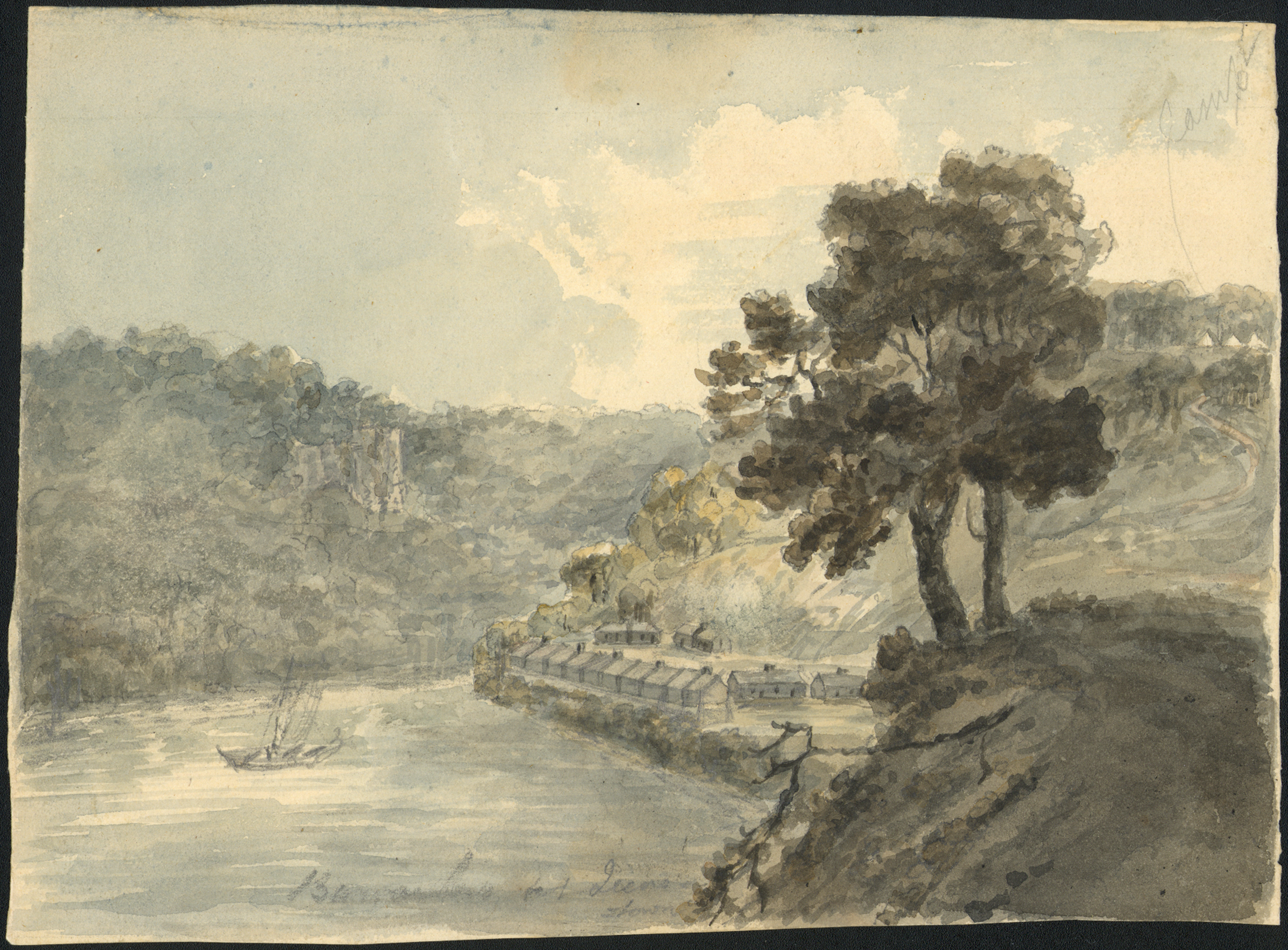
[C. 1792] pintura em aquarela de Elizabeth Simcoe, retratando o quartel em Queenston, do Fundo da Família Simcoe